# Am486
Am386 AMD 5x86

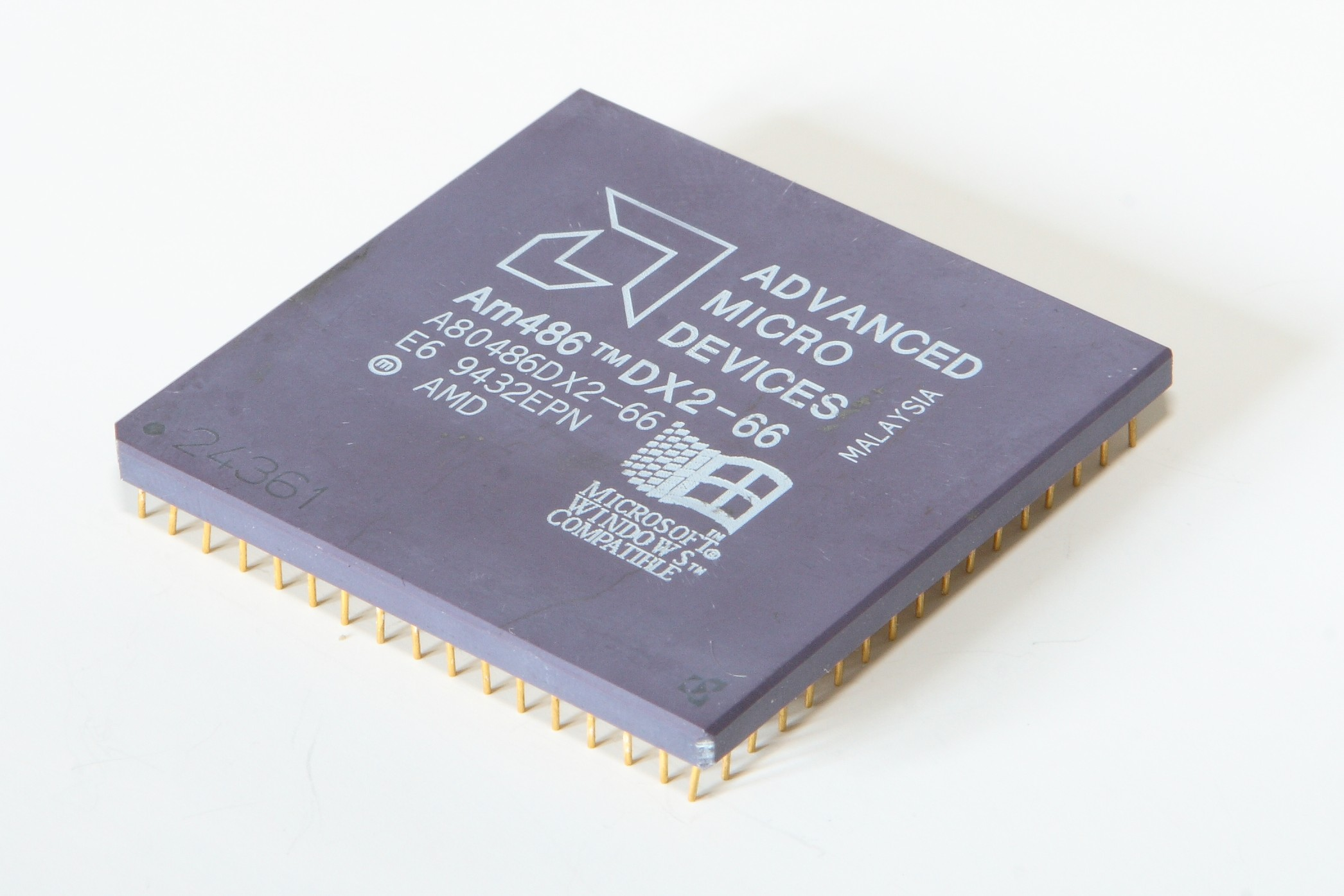
AMD Am486DX2 66MHz

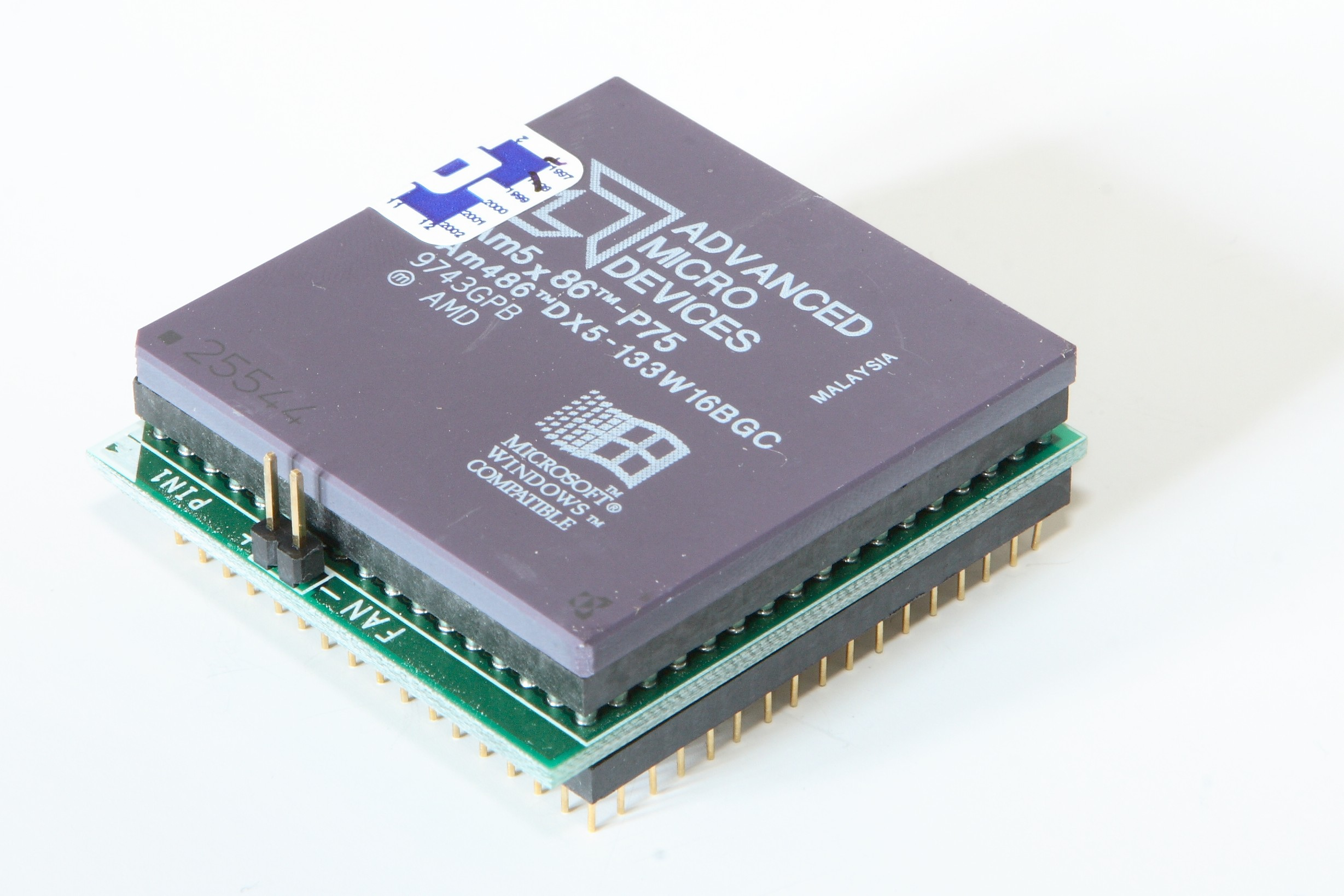
AMD Am5x86-P75

Le microprocesseur Am486 est présenté par AMD en 1993. Il est compatible x86 et comparable à l'Intel 80486.
Intel dépassait AMD sur le marché depuis près quatre ans, mais AMD vendait ses 486DX-40 au prix ou en dessous du prix d'un Intel à 33 MHz, offrant par la même occasion environ 20 % de performances en plus pour le même prix. Les premiers processeurs AMD 486 étaient faits pour remplacer leurs équivalents Intel, mais plus tard AMD doubla la fréquence de ses 486, tout en baissant la tension à 3.3 volts alors que celle des Intel étaient à 5 volts ce qui limita leur revente en tant que processeurs de mise à jour, jusqu'à ce qu'un adaptateur d'alimentation apparaisse sur le marché.
Les processeurs AMD 486, tout comme leurs équivalents Cyrix, étaient moins performants dans les benchmarks que leurs équivalents Intel. Les 486 d'AMD étaient comparés à fréquence équivalente à ceux d'Intel.
Alors que les Am386 étaient au début utilisés par de petit fabricants d'ordinateurs, l'Am486DX, DX2 et SX2 fut accepté par une plus large palette de revendeurs, particulièrement Acer et Compaq en 1994.
Les 486 d'AMD ayant les fréquences d'horloge les plus élevées avaient des performances supérieures à celle des premiers Pentium, particulièrement les 60 et 66 MHz. Leurs équivalents, les processeurs Intel 80486DX4, coûtaient cher et demandaient une modification mineure du socket. Si les processeurs Intel avaient deux fois plus de mémoire cache et des performances légèrement supérieures aux modèles AMD, l'Am486 DX4-100 coûtait de son côté moins cher qu'un Intel DX2-66.
Le processeur AMD 5x86 133 MHz AMD est un Am486 amélioré.
| Modèle        | Vitesse d'horloge | Introduit en |
| ------------- | ----------------- | ------------ |
| Am486 DX-40   | 40 MHz            | Avril 1993   |
| Am486 DX2-50  | 50 MHz            | Avril 1993   |
| Am486 DX2-66  | 66 MHz            |              |
| Am486 SX2-66  | 66 MHz            | 1994         |
| Am486 DX2-80  | 80 MHz            |              |
| Am486 DX4-90  | 90 MHz            |              |
| Am486 DX4-100 | 100 MHz           | 1993         |
| Am486 DX4-120 | 120 MHz           |              |